# Mallophaga
Mallophaga es un suborden parafilético de piojos conocido como piojos masticadores  o piojos de aves . Incluye más de 3000 especies. Estos piojos son parásitos externos que se alimentan principalmente de aves, aunque algunas especies también se alimentan de mamíferos. Infectan a animales y aves tanto domésticos como salvajes y le provocan bastante irritación a su huésped. Al igual que los demás Phthiraptera son hemimetábolos (tienen metamorfosis incompleta).

## Características
Existen en el mundo unas 3000 especies de Mallophaga aproximadamente. Son fáciles de identificar gracias a que tienen la cabeza más ancha que el protórax. Las que se alimentan de aves poseen normalmente dos garras al final de cada tarso, mientras que las que se alimentan de mamíferos suelen tener solo una.
Los piojos Mallophaga tienen mandíbulas localizadas en el lado ventral de la cabeza, que utilizan para comer plumas, pelo y escamas epidérmicas.  Algunas especies también las emplean para alimentarse de la sangre que obtienen de perforar la pulpa de plumas jóvenes o de roerles la piel.

## Ciclo vital
Los Mallophaga se desarrollan a través de una metamorfosis gradual.  Las hembras normalmente ponen entre 150 y 300 huevos en un intervalo de entre dos y tres semanas. Los huevos, también conocidos como liendres, son alargados y miden 1mm de largo aproximadamente. Estos son adheridos al pelo o las plumas del huésped por una secreción de las glándulas accesorias de las hembras. Normalmente se abren a los pocos días o hasta tres semanas después del momento en el que son puestos. Las ninfas que salen de los huevos se parecen a los adultos excepto porque son más pequeñas y de color más claro. Estas ninfas pasan por tres estadios ninfales durante un periodo de entre dos y tres semanas; finalizados dichos estadios ya se las considera adultos. La mayoría de especies adultas son entre color canela y marrón y miden normalmente entre 1 y 4 mm de largo, aunque algunas especies ganaderas pueden crecer hasta los 5 o 7 mm y otras de aves salvajes pueden incluso llegar a los 10mm.
Con frecuencia, este suborden de piojo está adaptado para vivir en una zona específica del huésped, y pasa toda su vida en el mismo. Solo puede sobrevivir tres días tras la muerte de este y recurre comúnmente a la foresis, que consiste en engancharse a una mosca en pleno vuelo como intento de encontrar un nuevo portador. También puede usar la foresis para cambiar de huésped incluso si el actual sigue vivo.